# Cadwallon Lawhir ap Einion
Pour les articles homonymes, voir Cadwallon.
Cadwallon ap Einion (460? — 534), également connu sous le nom de Cadwallon Lawhir ("Le Bras Long") était un roi de Gwynedd.

## Biographie
Selon la tradition, Cadwallon règne à l'époque de la Bataille du Mont Badon  (vers 500 ? ) et la victoire du roi Arthur sur les Saxons. Bien qu'il soit peu probable que Cadwallon ait lui-même participé à l'événement, il a néanmoins sûrement profité de l'ère de paix relative et de prospérité qui en découla en Grande-Bretagne. La réussite militaire la plus importante du règne de Cadwallon fut l'expulsion définitive des colonisateurs irlandais de Ynys Mon (aujourd'hui appelé Anglesey), et l'annexion de cette île qui devait devenir le fondement politique et culturel du royaume de Gwynedd.
Le surnom de Cadwallon, Lawhir, reflète une véritable caractéristique historique : il avait apparemment les bras exceptionnellement longs. Iolo Goch disait de lui qu'il pouvait « ramasser une pierre à terre pour tuer un corbeau sans même avoir à se pencher, car ses bras étaient aussi longs qu'il était haut ».
À en croire Gildas le Sage, Maelgwn, le fils de Cadwallon, assassine son oncle pour prendre son trône, ce qui reviendrait à dire qu'une autre personne que Maelgwn aurait hérité du royaume à la mort de Cadwallon. Il n'existe pas de preuve fermement établie de l'identité de ce « roi perdu », ni même de son existence en dehors des assertions de Gildas. Certains ont néanmoins avancé l'hypothèse que ce pourrait être Owain Ddantgwyn (les dents blanches) le malheureux héritier.

## Source
- (en) Mike Ashley The Mammoth Book of British Kings & Queens Robinson (Londres 1998)   (ISBN 1841190969) « Cadwallon Lawhir (Longhand)  Gwynedd  c500 - c534 » p. 142.
- (en) Peter Bartrum, A Welsh classical dictionary: people in history and legend up to about A.D. 1000, Aberystwyth, National Library of Wales, 1993, p. 94 CADWALLON LAWHIR ap EINION YRTH. (440).